# گردی لاش (کنارک)
گردی لاش یک روستا در ایران است که در استان سیستان و بلوچستان واقع شده‌است. گردی لاش ۵۳ نفر جمعیت دارد.